# ونجو
ونتشو (بالصينية: 温州市) مدينة تقع جنوب شرق تشيجيانغ في جمهورية الصين الشعبية وحسب إحصاء 2010 بلغ عدد سكان المدينة 3,039,500 نسمة. يطل عليها من الشرق بحر الصين الشرقي ولها حدود مع مدينة ليشوي من الغرب و تايتشو من الشمال و فوجيان من الجنوب.
معنى اسم ونتشو هو «الأرض المعتدلة» أو اللطيفة وذلك بسبب مناخها المعتدل في الصيف والشتاء، تعتبر المدينة من أقدم مدن الصين إذ يعود تاريخها إلى 2000 قبل الميلاد وكانت مدينة مهمة أثناء فترة حكم سلالة تانغ.
تختص المدينة بلهجة تقليدية يضرب الصينيون بها المثل في التعقيد.

## المناخ
يظهر الجدول التالي التغييرات المناخية على مدار السنة لونجو:
| البيانات المناخية لـونجو                    | البيانات المناخية لـونجو | البيانات المناخية لـونجو | البيانات المناخية لـونجو | البيانات المناخية لـونجو | البيانات المناخية لـونجو | البيانات المناخية لـونجو | البيانات المناخية لـونجو | البيانات المناخية لـونجو | البيانات المناخية لـونجو | البيانات المناخية لـونجو | البيانات المناخية لـونجو | البيانات المناخية لـونجو | البيانات المناخية لـونجو |
| الشهر                                       | يناير                    | فبراير                   | مارس                     | أبريل                    | مايو                     | يونيو                    | يوليو                    | أغسطس                    | سبتمبر                   | أكتوبر                   | نوفمبر                   | ديسمبر                   | المعدل السنوي            |
| ------------------------------------------- | ------------------------ | ------------------------ | ------------------------ | ------------------------ | ------------------------ | ------------------------ | ------------------------ | ------------------------ | ------------------------ | ------------------------ | ------------------------ | ------------------------ | ------------------------ |
| الدرجة القصوى °م (°ف)                       | 25.6 (78.1)              | 26.2 (79.2)              | 29.5 (85.1)              | 31.3 (88.3)              | 35.7 (96.3)              | 36.8 (98.2)              | 39.6 (103.3)             | 38.1 (100.6)             | 38.0 (100.4)             | 35.0 (95.0)              | 29.4 (84.9)              | 25.9 (78.6)              | 39.6 (103.3)             |
| متوسط درجة الحرارة الكبرى °م (°ف)           | 12.2 (54.0)              | 12.4 (54.3)              | 15.3 (59.5)              | 20.6 (69.1)              | 24.7 (76.5)              | 28.3 (82.9)              | 32.2 (90.0)              | 31.9 (89.4)              | 28.8 (83.8)              | 24.8 (76.6)              | 20.1 (68.2)              | 15.2 (59.4)              | 22.2 (72.0)              |
| المتوسط اليومي °م (°ف)                      | 8.0 (46.4)               | 8.5 (47.3)               | 11.4 (52.5)              | 16.3 (61.3)              | 20.8 (69.4)              | 24.6 (76.3)              | 28.0 (82.4)              | 28.0 (82.4)              | 24.9 (76.8)              | 20.4 (68.7)              | 15.5 (59.9)              | 10.4 (50.7)              | 18.1 (64.6)              |
| متوسط درجة الحرارة الصغرى °م (°ف)           | 5.0 (41.0)               | 5.7 (42.3)               | 8.6 (47.5)               | 13.3 (55.9)              | 18.0 (64.4)              | 22.0 (71.6)              | 25.0 (77.0)              | 25.0 (77.0)              | 21.9 (71.4)              | 17.2 (63.0)              | 12.1 (53.8)              | 6.9 (44.4)               | 15.1 (59.1)              |
| أدنى درجة حرارة °م (°ف)                     | −4.5 (23.9)              | −3.9 (25.0)              | −1.7 (28.9)              | 2.4 (36.3)               | 9.0 (48.2)               | 14.9 (58.8)              | 17.9 (64.2)              | 19.1 (66.4)              | 13.7 (56.7)              | 5.7 (42.3)               | 0.2 (32.4)               | −3.5 (25.7)              | −4.5 (23.9)              |
| الهطول مم (إنش)                             | 58.3 (2.30)              | 82.7 (3.26)              | 145.1 (5.71)             | 161.7 (6.37)             | 203.4 (8.01)             | 245.5 (9.67)             | 178.4 (7.02)             | 250.1 (9.85)             | 204.9 (8.07)             | 95.0 (3.74)              | 74.7 (2.94)              | 42.6 (1.68)              | 1٬742٫4 (68.62)          |
| متوسط أيام هطول الأمطار (≥ 0.1 mm)          | 13.5                     | 14.8                     | 19.0                     | 18.4                     | 18.4                     | 18.1                     | 14.7                     | 16.6                     | 13.4                     | 10.3                     | 9.4                      | 8.1                      | 174.7                    |
| متوسط الرطوبة النسبية (%)                   | 76                       | 79                       | 82                       | 83                       | 84                       | 88                       | 84                       | 82                       | 81                       | 77                       | 74                       | 72                       | 80                       |
| ساعات سطوع الشمس الشهرية                    | 113.2                    | 90.5                     | 96.4                     | 119.5                    | 122.0                    | 126.9                    | 214.8                    | 213.3                    | 166.2                    | 157.0                    | 138.2                    | 148.0                    | 1٬706                    |
| نسبة وصول أشعة الشمس                        | 35                       | 29                       | 26                       | 31                       | 29                       | 31                       | 51                       | 53                       | 45                       | 44                       | 43                       | 46                       | 39                       |
| المصدر: China Meteorological Administration |                          |                          |                          |                          |                          |                          |                          |                          |                          |                          |                          |                          |                          |

## توأمة
لونجو اتفاقيات توأمة مع كل من:
- غيسن (مايو 2011 - )[11]
- فيدجيفانو
- كورشي (أكتوبر 2006 - )[11]
- لقنت (ديسمبر 1995 - )[11]
- براتو (أكتوبر 2002 - )[11]
- كريمنشوك
- ولفس بي (نوفمبر 2008 - )[11]
- برشلونة (يناير 2011 - )[11]
- مقاطعة بيكسار (ديسمبر 2010 - )[11]
- برنابي (نوفمبر 2009 - )[11]
- غوانغجو (مارس 2012 - )[11]
- إنتشون (أكتوبر 2006 - )[11]
- Ipoh City Council [الإنجليزية]‏ (مارس 2012 - )[11]
- إبسوتش (أبريل 2011 - )[11]
- إيشينوماكي (أكتوبر 1984 - )[11]
- كوفولا (أكتوبر 2008 - )[11]
- لوفالوا-بيري (سبتمبر 2007 - )[11]
- نابولي (أبريل 2009 - )[11]
- بيتسبورغ (سبتمبر 2008 - )[11]
- بورت جنتيل (يوليو 2010 - )[11]
- سانت بطرسبرغ (ديسمبر 2010 - )[11]
- مقاطعة يونيون (يونيو 1998 - )[11]

## أعلام
- يي رونغ غوانغ
- ليندا تشين
- لي تشوهاو
- تشو يون
- هو تشيانشيون
- جيمس لين